# Qingnianlu (socken i Kina, lat 36,81, long 117,87)
Qingnianlu (kinesiska: 青年, 青年路街道) är en socken i Kina. Den ligger i provinsen Shandong, i den östra delen av landet, omkring 79 kilometer öster om provinshuvudstaden Jinan. Antalet invånare är 52 758. Befolkningen består av 25 917 kvinnor och 26 841 män. Barn under 15 år utgör 14,0 %, vuxna 15-64 år 77 %, och äldre över 65 år 8,0 %.
Genomsnittlig årsnederbörd är 818 millimeter. Den regnigaste månaden är juli, med i genomsnitt 300 mm nederbörd, och den torraste är januari, med 6 mm nederbörd.